# Smerup Sogn
Smerup Sogn 
ist eine Kirchspielsgemeinde (dän.: Sogn)
auf der Insel Sjælland im südlichen Dänemark.
Bis 1970 gehörte sie zur Harde Stevns Herred im damaligen Præstø Amt, danach zur Fakse Kommune im Storstrøms Amt, die im Zuge der  Kommunalreform zum 1. Januar 2007 in der Faxe Kommune in der Region Sjælland aufgegangen ist.
Im Kirchspiel leben 387 Einwohner (Stand: 1. Januar 2023).
Im Kirchspiel liegt die Kirche „Smerup Kirke“.
Nachbargemeinden sind im Westen Vemmetofte Sogn und Spjellerup Sogn, ferner in der östlich gelegenen Stevns Kommune im Norden Hellested Sogn und im Osten Lyderslev Sogn.